# Monarca de coll taronja
El monarca de coll taronja (Arses insularis) és una espècie d'ocell de la família dels monàrquids (Monarchidae) que habita els boscos del nord de Nova Guinea, incloent Yapen.